# (7062) Meslier
(7062) Meslier (1991 PY5) – planetoida z pasa głównego asteroid okrążająca Słońce w ciągu 5,44 lat w średniej odległości 3,09 j.a. Odkryta 6 sierpnia 1991 roku. Nazwa planetoidy pochodzi od Jeana Mesliera (1664–1729), francuskiego księdza katolickiego, filozofa, przedstawiciela materializmu i ateizmu.